# Осієцько-Баранська жупанія
О́сієцько-Ба́ранська жупа́нія (хорв. Osječko-baranjska županija) — округ на сході Хорватії. Назву взято від найбільшого міста жупанії Осієка та географічного регіону Бараня, хорватську частину якого включає Осієцько-Баранська жупанія. Округ також охоплює частину Славонії, що прилягає до Осієка.

## Географія
Жупанія розташована в північно-східній частині Славонії навколо міста Осієк та включає землі північніше нижньої течії Драви біля впадіння в Дунай, тобто хорватську частину області Бараня (хорв. Baranja). Адміністративні межі жупанії на півночі визначає державний кордон з Угорщиною, по інший бік якого простягається угорська частина регіону Бараня — комітат Бараня. На сході по річці Дунай проходить кордон з сербським автономним краєм Воєводина, який є одночасно державним кордоном між Хорватією та Сербією. На заході жупанія межує з Пожезько-Славонською жупанією, на північному заході — з Вировитицько-Подравською жупанією, на півдні — з Бродсько-Посавською жупанією і на південному сході — з Вуковарсько-Сремською жупанією. Площа жупанії становить 4 152 км², висота над рівнем моря — 90 м.

## Населення і адміністративний поділ

### Населення
За даними перепису 2001 року, у межах жупанії проживає 330 506 мешканців, що становить 7,54 % загальної чисельності населення Хорватії. Це третя за кількістю жителів жупанія після міського округу Загреб та Сплітсько-Далматинської жупанії. 83,89 % населення визнають себе хорватами, 8,73 % — сербами, 2,96 % — угорцями, а 1,78 % населення не визначилося.

### Адміністративний поділ
Жупанію поділено на 7 міст і 35 громад:
- Місто Белі Манастір, 10 986 жителів
- Місто Беліще, 11 786 жителів
- Місто Доні-Міхоляц, 10 265 жителів
- Місто Джаково, 30 092 жителі
- Місто Нашиці, 17 320 жителів
- Місто Осієк, 114 616 жителів, столиця жупанії
- Місто Валпово, 12 327 жителів

- Громада Антуновац
- Громада Білє
- Громада Бізовац
- Громада Чемінац
- Громада Чепін
- Громада Дарда
- Громада Драж
- Громада Доня-Мотичина
- Громада Дренє
- Громада Джурдженовац
- Громада Ердут
- Громада Ернестіново
- Громада Ферічанці
- Громада Горяни
- Громада Ягодняк
- Громада Кнежеві Вінограді
- Громада Кошка
- Громада Леванська Варош
- Громада Маґаденовац
- Громада Маріянці
- Громада Подравська Мославіна
- Громада Петловац
- Громада Петрієвці
- Громада Подгорач
- Громада Пунітовці
- Громада Поповац
- Громада Сатниця Джаковачка
- Громада Семельці
- Громада Стризівойна
- Громада Шодоловці
- Громада Трнава
- Громада Вілєво
- Громада Вішковці
- Громада Владиславці
- Громада Вука

Жупанію утворено з територій громад Белі Манастір, Джаково, Доні-Міхоляц, Валпово  часів СР Хорватія. 1997 року внаслідок територіального переустрою жупанії передано територію колишньої громади Нашице,  яка перед тим належала до Пожезько-Славонської жупанії.

### Меншини
Кілька меншин Осієцько-Баранської жупанії мають свої Ради меншин. У таблиці нижче наведено список цих меншин з посиланнями на їхні статути та подано назви їхніх Рад мовою відповідної меншини.
| Ради меншини | Місцеперебування Ради                         | Статут | Назва Ради                                                                |  |
| ------------ | --------------------------------------------- | ------ | ------------------------------------------------------------------------- |  |
| Албанці      | Валпово                                       | [ 4 ]  | Kshilli i pakicës kombtare shqiptare i Prefekturës së osijekut e baranjës |  |
| Угорці       | Освітньо-культурний центр угорців у РХ, Осієк | [ 5 ]  | Eszék-Baranya Megyei Magyar Kisebbségi Önkormányzat                       |  |
| Німці        | Осієк                                         | [ 6 ]  | Rat der deutschen Minderheit der Osijeker-baranjaer Gespanschaft          |  |
| Цигани       | Ягодняк                                       | [ 7 ]  | Vijeće romske nacionalne manjine Osječko-baranjske županije (хор.)        |  |
| Словаки      | Єлісавац                                      | [ 8 ]  | Rada slovenskej narodnostnej menšiny Osječko-baranjskej župy              |  |
| Серби        | Осієк                                         | [ 9 ]  | Vijeće srpske nacionalne manjine Osječko-baranjske županije (VSNMOBŽ)     |  |

Босняки, чорногорці, македонці, русини і словенці мають по одному представнику.

## Економіка
- http://www.obz.hr/hr/goszupanije.htm%5Bнедоступне+посилання+з+липня+2019%5D